# 'Ndrina Costanzo
La 'ndrina Costanzo è una cosca malavitosa o 'ndrina della zona di Catanzaro alleata con gli Arena di Isola di Capo Rizzuto.

## Organizzazione
Capibastone
- Girolamo Costanzo, capobastone (attualmente detenuto).